# Vistas
A Vistas skót alternatív/indie rock együttes Edinburgh-ból. Első nagylemezük 2020 májusában jelent meg Everything Changes in the End címmel.

## Története
Az együttes az iskolában alakult. Első kislemezük 2018. március 23-án jelent meg Calm címmel. Ezt követte első EP-jük, amely 2019. július 26-án került piacra. 2020. május 23-án jelent meg első nagylemezük, az Everything Changes in the End. Az album a második helyet szerezte meg a skót slágerlistán, az angol slágerlistán pedig a huszonegyedik helyre került. 2021-ben megjelent a második stúdióalbumuk is, What Were You Hoping to Find? címmel.

## Tagok
- Prentice Robertson – ének (2016–)
- Dylan Rush – gitár (2016–)
- Jamie Law – basszusgitár (2016–)

## Diszkográfia
- Everything Changes in the End (2020)
- What Were You Hoping to Find? (2021)